# Acanthopsyche
Acanthopsyche är ett släkte av fjärilar som beskrevs av Franciscus J.M. Heylaerts 1881. Acanthopsyche ingår i familjen säckspinnare.

## Dottertaxa tillAcanthopsyche, i alfabetisk ordning[1][2]
- Acanthopsyche atra
- Acanthopsyche basinigra
- Acanthopsyche bipars
- Acanthopsyche cabrerai
- Acanthopsyche calamochroa
- Acanthopsyche cana
- Acanthopsyche carayoni
- Acanthopsyche carbonarius
- Acanthopsyche chrysora
- Acanthopsyche daguerrei
- Acanthopsyche desertella
- Acanthopsyche dimidiata
- Acanthopsyche dioica
- Acanthopsyche dispar
- Acanthopsyche ebneri
- Acanthopsyche ecksteini
- Acanthopsyche ecksteiniella
- Acanthopsyche emiliae
- Acanthopsyche entwistlei
- Acanthopsyche ernsti
- Acanthopsyche fenella
- Acanthopsyche hampsoni
- Acanthopsyche hispidella
- Acanthopsyche hyalinella
- Acanthopsyche incana
- Acanthopsyche lactescens
- Acanthopsyche maritimella
- Acanthopsyche melanoleuca
- Acanthopsyche meridionalis
- Acanthopsyche minima
- Acanthopsyche mixta
- Acanthopsyche modesta
- Acanthopsyche nigraplaga
- Acanthopsyche nigricans
- Acanthopsyche ogiva
- Acanthopsyche opacella
- Acanthopsyche palmensis
- Acanthopsyche phaea
- Acanthopsyche postica
- Acanthopsyche punctimarginalis
- Acanthopsyche roomei
- Acanthopsyche siederi
- Acanthopsyche sierricola
- Acanthopsyche stigmatella
- Acanthopsyche subatrata
- Acanthopsyche subteralbata
- Acanthopsyche tristis
- Acanthopsyche tristoides
- Acanthopsyche weyersi
- Acanthopsyche zelleri
- Acanthopsyche zelleriella
- Acanthopsyche zernyi